# Petralia Sottana
Ne doit pas être confondu avec Petralia Soprana.
Petralia Sottana est une commune italienne de la province de Palerme dans la région Sicile en Italie.

## Géographie
La commune est située sur le territoire du parc naturel régional des Madonie.

## Culture
Le Museo civico Collisani est situé dans l'ancienne prison du XIVe siècle.

## Histoire
La grotte del Vecchiuzzo située près du village a été découverte par le Dr. Collisani puis étudiée par Jole Bovio Marconi. Elle recèle des vestiges datant de l'âge du bronze.

## Administration
| Période                                  | Période  | Identité        | Étiquette | Qualité |
| ---------------------------------------- | -------- | --------------- | --------- | ------- |
|                                          | 2022     | Leonardo Neglia |           |         |
| 2022                                     | en cours | Pietro Polito   |           |         |
| Les données manquantes sont à compléter. |          |                 |           |         |

### Hameaux
Piano Battaglia, Landro, Tudia, Recattivo

### Communes limitrophes
Alimena, Blufi, Caltanissetta, Castelbuono, Castellana Sicula, Geraci Siculo, Isnello, Marianopoli, Petralia Soprana, Polizzi Generosa, Resuttano, Santa Caterina Villarmosa, Villalba